# Quartier Saint-Georges (Paris)
Pour les articles homonymes, voir Quartier Saint-Georges.
Le quartier Saint-Georges est le 33e quartier administratif de Paris situé dans le 9e arrondissement.

## Géographie
Le quartier est limité par :
- la rue Saint-Lazare,
- la rue d'Amsterdam,
- le boulevard de Clichy,
- la rue des Martyrs.

Les quartiers du 9e arrondissement.

Il est traversé par la rue de Clichy, la rue Blanche, la rue Jean-Baptiste-Pigalle, la rue Catherine-de-La-Rochefoucauld, la rue Notre-Dame-de-Lorette, la rue de Douai, la rue Victor-Massé, la rue de Bruxelles, la rue de Vintimille, la rue Ballu, la rue Chaptal, la rue du Cardinal-Mercier, la cité Monthiers, la rue de Parme, la rue de Liège, la rue de Milan, la rue d'Athènes, la rue de Londres, la rue de Budapest, la rue de la Tour-des-Dames, la rue Taitbout, la rue Pierre-Fontaine, la rue Frochot, la rue Moncey, la rue La Bruyère, la rue de Navarin, la rue d'Aumale, la rue Henry-Monnier, la rue Clauzel, la rue Laferrière.

## Histoire
Ce quartier est nommé d'après la rue et la place Saint-Georges en l'honneur de saint Georges.

## Sites particuliers

### Lieux particuliers
- La place Saint-Georges
- Le square d'Orléans
- La Cité Malesherbes
- Le jardin Pauline-García-Viardot.

### Églises et chapelles
- L'église de La Trinité

- L'église évangélique allemande de Paris
- L'église grecque orthodoxe Saint-Constantin-et-Sainte-Hélène
- La chapelle Sainte-Rita

### Enseignement
- Le lycée Jules-Ferry
- Le lycée Edgar-Quinet
- L'International Visual Theatre

### Musées et fondations
- Le musée Gustave-Moreau
- Le musée de la vie romantique
- La Fondation Dosne-Thiers
- Le siège de la Société des auteurs et compositeurs dramatiques

### Salles de spectacle
- Le théâtre Saint-Georges
- Le théâtre de Paris
- Le théâtre de l'Œuvre
- Le théâtre La Bruyère
- Le théâtre La Petite Loge
- Le théâtre Fontaine
- Le Casino de Paris
- La Grande Comédie
- La Comédie de Paris
- Le Bus Palladium